# Emil Rein
Emil Rein (* 27. Juli 1874 in Zürich; † 14. August 1954) war ein Schweizer Architekt, der zeitweise in Deutschland tätig war.

## Leben
Emil Rein studierte an deutschen Hochschulen, wurde 1894 beim Corps Rhenania in Stuttgart aktiv und bildete sich dann in Paris weiter. Anlässlich seiner Eheschliessung zog er zurück nach Deutschland. Dort arbeitete er in verschiedenen Architekturbüros – um 1900/1907 offenbar in Stuttgart –, ehe er ab 1910 als „Leiter eines der ersten Ateliers in Westdeutschland“ in Düsseldorf arbeitete und im Haus Kaiser-Wilhelm-Ring 43 in Düsseldorf-Oberkassel lebte. Der Autor Carl Hinrichs bescheinigte Reins Bauten, die (bis 1910) meistens nicht unter seinem Namen bekannt geworden seien, feinen Geschmack, „gediegene Einfachheit und grosszügige Ruhe“.
Die Ortsangabe „Zürich-Düsseldorf“ im Jahr 1916 macht es wahrscheinlich, dass Rein spätestens nach Ausbruch des Ersten Weltkriegs seinen beruflichen Schwerpunkt in die neutrale Schweiz verlegte. Er wurde dort Mitglied im Schweizerischen Ingenieur- und Architektenverein (S.I.A.). Im Jahr 1930 erschien bei W. Bosch das Buch Emil Rein, Architekt S.I.A. Zürich, Bilderheft mit 62 Abb. über ausgeführte Werke.
Emil Rein starb laut einer Meldung in der Schweizerischen Bauzeitung 1953 oder 1954.

## Bauten und Entwürfe

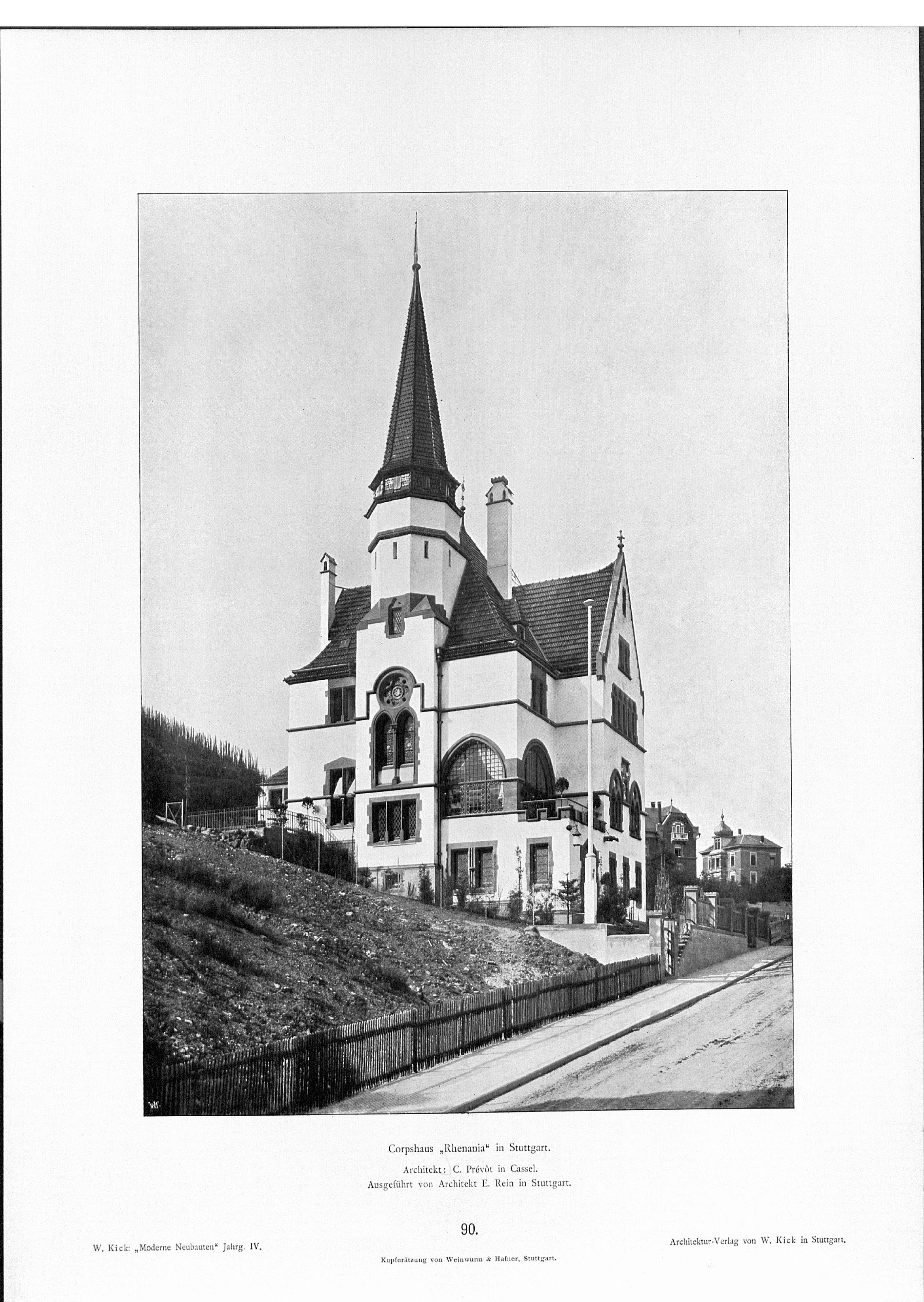
Corpshaus der Rhenania in Stuttgart

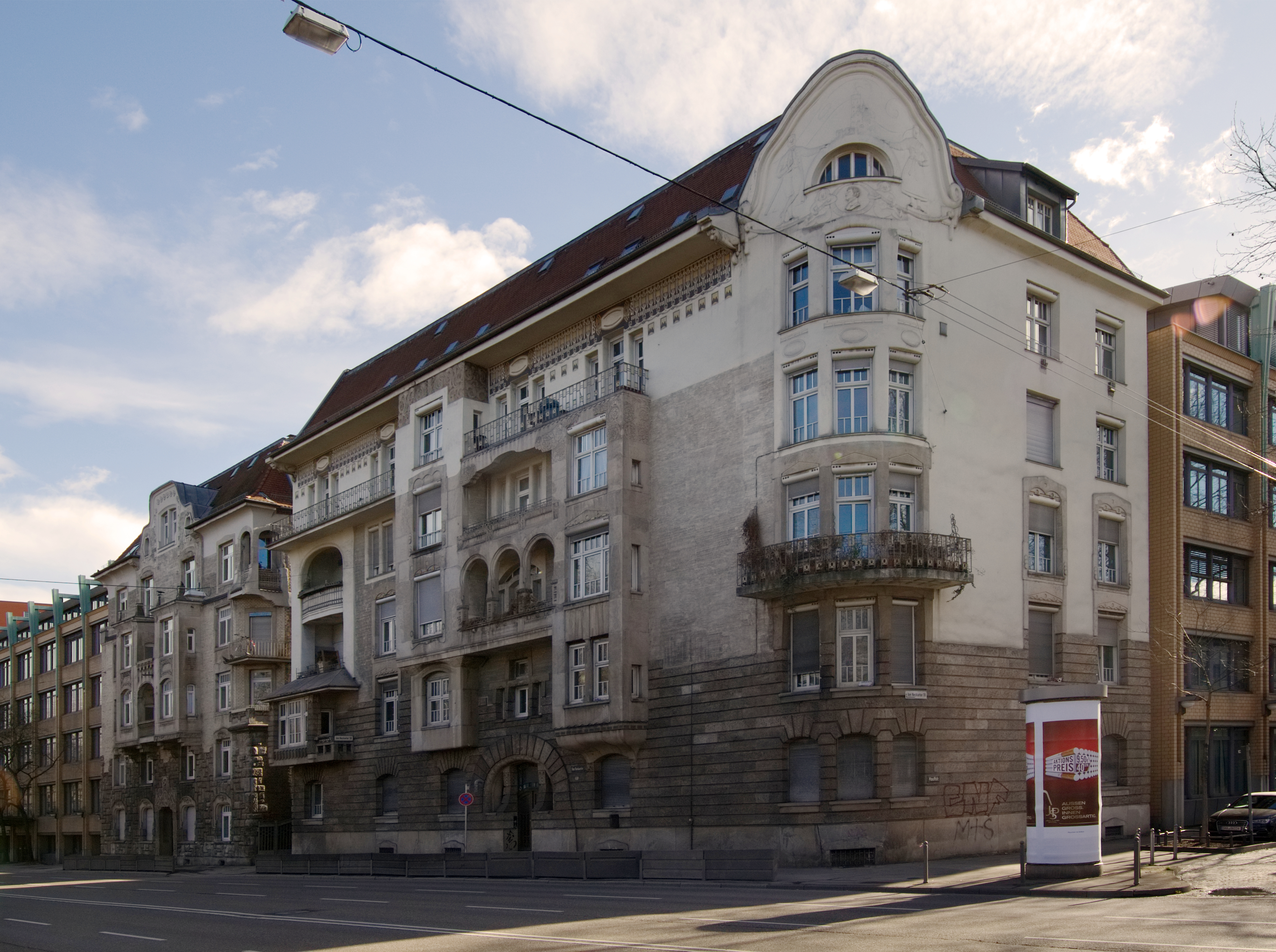
Am Neckartor 18 und 20 in Stuttgart

Laut Publikation in einem Mappenwerk war ein Architekt „E. Rein“ 1901 als ausführender Architekt am Bau des Corpshauses der Studentenverbindung Rhenania in Stuttgart beteiligt, dessen Entwurf von dem in Kassel tätigen Architekten Conrad Prévôt stammte.
1905 wurde nach Entwurf von Rein das Haus der Studentenverbindung Saxonia auf dem Grundstück Birkenwaldstraße 111 in Stuttgart errichtet. Das Gebäude wurde mittlerweile stark verändert.
Die unter Denkmalschutz stehenden Mehrfamilienwohnhäuser Am Neckartor 18 und 20 in Stuttgart wurden 1904–1907 nach Entwürfen von Emil Rein erbaut.
1915 beteiligte sich Rein zusammen mit dem Bildhauer Johannes Knubel an einem Wettbewerb um die Gestaltung eines Kriegerdenkmals in Düsseldorf; der Entwurf wurde lediglich zum Ankauf empfohlen; ausgeführt wurde später ein gemeinsamer Entwurf von Hermann Goerke und Hermann Nolte, die im Wettbewerb mit zwei von drei gleichrangigen Preisen ausgezeichnet worden waren.
Von Emil Rein stammt ferner das einstige Dolder-Wellenbad in Zürich, Adlisbergstrasse 36, das 1934 gebaut wurde. Damals war Rein in Zürich-Hongg ansässig. Nachdem die von der Escher Wyss AG konzipierte und in Großbritannien gebaute Wellenmaschine des Bades im Jahr 2006 in einem „grossen Chlapf“ zu Bruch gegangen war, beschloss das Dolder Resort, diese nicht mehr reparieren zu lassen und stattdessen die Eintrittspreise zu senken, da das Bad ohnehin sein Alleinstellungsmerkmal verloren hatte, seit das Bad am Letzigraben ebenfalls künstliche Wellen anzubieten hatte. Der Name des Bades wurde daraufhin in „Dolder-Bad“ geändert.